# Rathaus (Erpel)

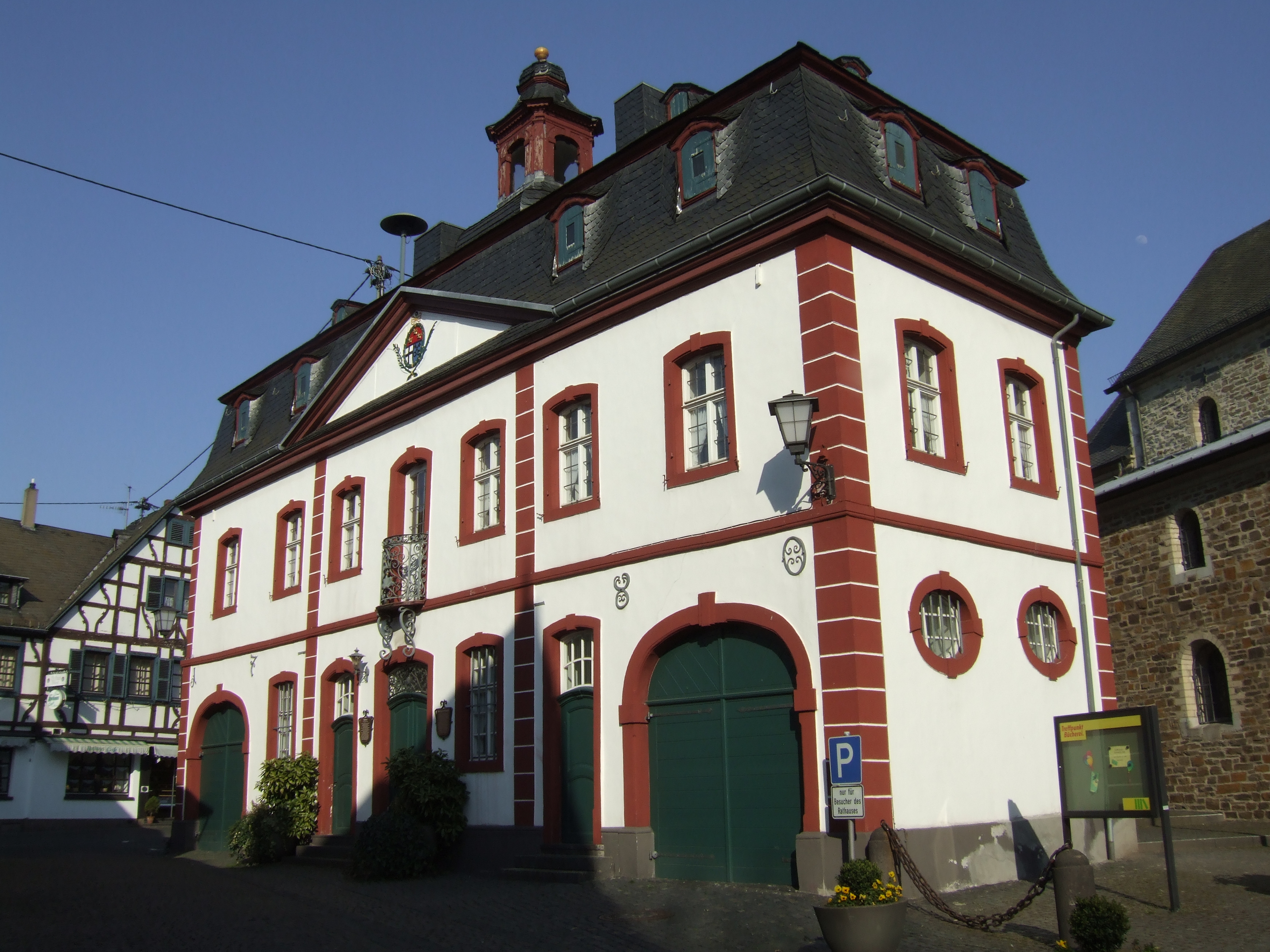
Rathaus in Erpel

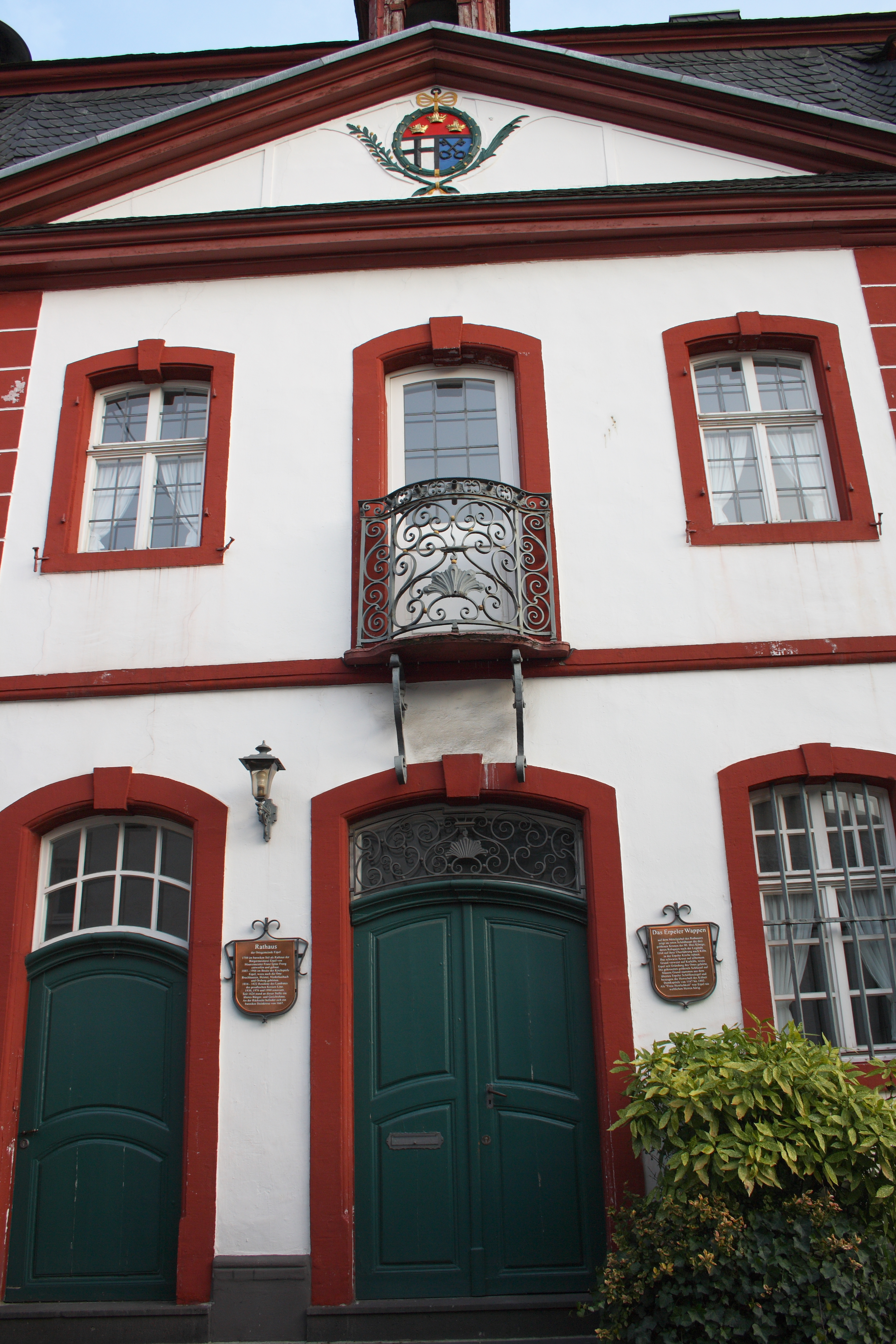
Portal und Dreiecksgiebel

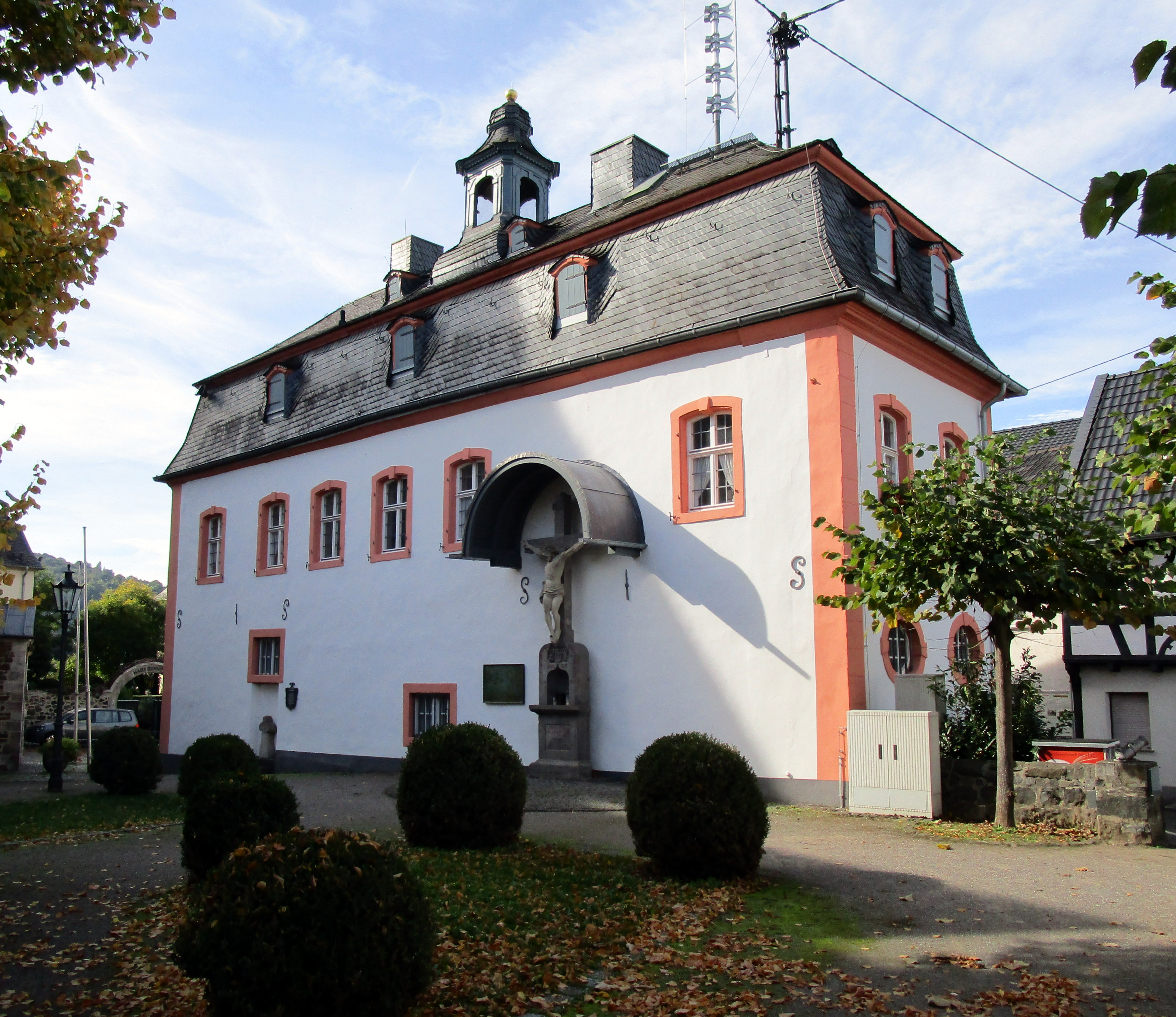
Rückseite zum Kirchplatz

Das Rathaus in Erpel, einer Ortsgemeinde im Landkreis Neuwied im Norden von Rheinland-Pfalz, wurde 1780 errichtet. Das Gebäude an der Frongasse 1 mit Rückseite zum Kirchplatz steht als Kulturdenkmal unter Denkmalschutz.

## Geschichte
Ein 1624 errichtetes Bürgerhaus stand an der Stelle des im Jahre 1780 gebauten Rathauses. Das barocke Rathaus des Marktfleckens Erpel wurde von Maurermeister Franz Ignaz Freeg entworfen und gebaut. Von 1803 bis 1966 war es im Besitz des Kirchspiels Erpel. Von 1816 bis 1822 diente es als Sitz des preußischen Kreises Linz. Renovierungen erfolgten in den Jahren 1930/32 (mit roter Gliederung auf weißem Grund), 1976 und 1990.

## Beschreibung
Der schmale Bau mit sieben Achsen wird von einem Mansarddach mit Dachreiter gedeckt. Das ehemalige Rathaus besitzt an seiner westlichen Längsseite einen giebelgeschmückten Mittelrisalit. Im Giebelfeld ist das Wappen von Erpel angebracht. Über dem schlichten Portal mit Oberlicht befindet sich ein Fenster mit einem kleinen Balkon. An beiden Enden dieser Fassade sind rundbogige Toreinfahrten vorhanden.
Im Inneren sind die Holztreppe mit Brüstung sowie die Eichentüren erwähnenswert. An der Rückseite des Rathauses sind ein barockes Steinkreuz von 1667 und in einer Nische das „Glockenkreuz“ von 1388, eines der ältesten Wegekreuze des Rheinlandes, aufgestellt. Zudem ist dort eine Ehrentafel für die Gefallenen der Gemeinden Erpel, Orsberg und Niederkasbach aus dem Ersten Weltkrieg angebracht.